# Folwark (Kosowice)
Folwark – część wsi Kosowice w Polsce, położona w województwie świętokrzyskim, w powiecie ostrowieckim, w gminie Bodzechów.
W latach 1975–1998 Folwark administracyjnie należał do województwa kieleckiego.